# Qamil Teliti
Qamil Teliti (* 9. Juli 1922 in Kavaja; † 7. Dezember 1977) war ein albanischer Fußballspieler.

## Karriere

### Vereine
Teliti hatte von 1937 bis 1946 der Ersten Mannschaft des in seinem Geburtsort ansässigen KS Besa Kavaja angehört, für den er in der Kategoria e Parë, der seinerzeit höchsten Spielklasse im albanischen Fußball, in Meisterschaftsspielen – außer von 1938 bis 1944 – eingesetzt worden war. In einem Teilnehmerfeld von seinerzeit zehn Mannschaften hatte er mit seiner Mannschaft den dritten Platz belegt; 1945 den zweiten in der Gruppe A, zur Zeit als zwölf Mannschaften in zwei Gruppen spielten und die jeweiligen Gruppensieger in Hin- und Rückspiel den Meister ermittelten. Am Ende der Spielzeit 1946 hatte sich sein Verein für die Folgespielzeit nicht angemeldet, wie drei andere Vereine, sodass der Spielbetrieb mit neun Mannschaften – FK Partizani Tirana als Neuling eingeschlossen – fortgesetzt wurde. Teliti hatte sich dem Neuling angeschlossen und in seiner dreijährigen Vereinszugehörigkeit dreimal die Meisterschaft und zweimal den nationalen Vereinspokal gewinnen können. Mit seinem Wechsel zum Stadt- und Ligarivalen KS Dinamo Tirana, der zur Spielzeit 1950 in die höchste Spielklasse aufgestiegen war, gewann er bis zum Ende seiner Spielerkarriere im Jahr 1953 viermal das Double.

### Nationalmannschaft
Für die A-Nationalmannschaft bestritt Teliti zwölf Länderspiele. Im ersten offiziellen Länderspiel am 7. Oktober 1946 im Qemal-Stafa-Stadion von Tirana erzielte er bei der 2:3-Niederlage im Wettbewerb um den Balkan-Cup gegen die Nationalmannschaft Jugoslawiens mit dem Treffer zum 2:0 in der achten Minute sogleich sein erstes Tor als Nationalspieler; das Siegtor für Jugoslawien erzielte Zlatko Čajkovski in der 57. Minute. Am 9. Oktober erlebte er gegen die Nationalmannschaft Bulgariens mit dem 3:1 an selber Stätte den ersten Sieg und am 13. Oktober sorgte er mit seinem Tor zum 1:0-Endstand in der 55. Minute gegen die Nationalmannschaft Rumäniens für den zweiten Sieg und damit zum Pokalgewinn. Im Wettbewerb um den Balkan-Cup 1947 bestritt er drei von vier Spielen, wobei seine Mannschaft alle vier verlor und den letzten Platz von nunmehr fünf Mannschaften (Ungarn, der Neuling, gewann den Wettbewerb) belegte. Sein letztes Länderspiel bestritt er am 7. Dezember 1952 in Tirana beim 2:1-Sieg über die Nationalmannschaft der ČSSR. Am häufigsten spielte er gegen Bulgarien (viermal) und die meisten Tore erzielte er gegen Rumänien (zweimal).

## Erfolge
Nationalmannschaft
- Balkan-Cup-Sieger 1946

FK Partizani Tirana
- Albanischer Meister 1947, 1948, 1949
- Albanischer Pokal-Sieger 1948, 1949

KS Dinamo Tirana
- Albanischer Meister 1950, 1951, 1952, 1953,
- Albanischer Pokal-Sieger 1950, 1951, 1952, 1953

## Sonstiges
Teliti kam als Nationalspieler bereits am 22. September 1946 beim 5:0-Sieg gegen eine Auswahl montenegrinischer Fußballspieler, die jedoch zur Föderativen Volksrepublik Jugoslawien gehörten, zum Einsatz und erzielte das Tor zum 1:0 in der 29. und 5:0 in der 75. Minute. Die Begegnung, die in Shkodra stattgefunden hatte, wurde von der FIFA jedoch nicht anerkannt (> Liste der Länderspiele der albanischen Fußballnationalmannschaft!).